# Descartes (cratère)
Pour les articles homonymes, voir Descartes (homonymie).
Descartes est un cratère d'impact sur la face visible de la Lune.
Le nom est une référence au mathématicien, physicien et philosophe français René Descartes.
Au sud-ouest de Descartes se trouve le cratère Abulfeda, plus marqué.
À environ 50 kilomètres au nord de ce cratère se trouvent les Hauts plateaux Descartes, le site de l'alunissage d'Apollo 16.